# Melochia splendens
Melochia splendens är en malvaväxtart som beskrevs av A. St.-hil. och Naud.. Melochia splendens ingår i släktet Melochia och familjen malvaväxter. Inga underarter finns listade i Catalogue of Life.